# Conipoda calcarata
Conipoda calcarata är en insektsart som beskrevs av Henri Saussure 1884. Conipoda calcarata ingår i släktet Conipoda och familjen gräshoppor. Inga underarter finns listade i Catalogue of Life.